# Нейрогранін
| 10         |  | 20         |  | 30         |  | 40         |  | 50         |
| ---------- |  | ---------- |  | ---------- |  | ---------- |  | ---------- |
| MDCCTENACS |  | KPDDDILDIP |  | LDDPGANAAA |  | AKIQASFRGH |  | MARKKIKSGE |
| RGRKGPGPGG |  | PGGAGVARGG |  | AGGGPSGD   |  |            |  |            |

A: Аланін

C: Цистеїн

D: Аспарагінова кислота

E: Глутамінова кислота

F: Фенілаланін

G: Гліцин

H: Гістидин

I: Ізолейцин

K: Лізин

L: Лейцин

M: Метіонін

N: Аспарагін

P: Пролін

Q: Глутамін

R: Аргінін

S: Серин

T: Треонін

Нейрогранін (англ. neurogranin; NRGN) — білок, який кодується геном NRGN, розташованим у людини на 11-й хромосомі. Довжина поліпептидного ланцюга білка становить 78 амінокислот, а молекулярна маса — 7 618. Це кальмодулін-зв'язуювальний білок, що бере участь у сигнальному каскаді протеїнкінази С. Нейрогранін виявлений лише в мозку, у підвищеній концентрації він міститься в дендритних шипиках. Нейрогранін є основним постсинаптичним кальмодулін(CaM)-зв'язуючим білком, тоді як основним пресинаптичним CaM-зв'язуючим білком є GAP43. Нейрогранін зв'язується з кальмодуліном за відсутності іонів кальцію у цитоплазмі клітини; фосфорилювання нейрограніну протеїнкіназою С знижує його здатність до утворення зв'язку з кальмодуліном. Припускається, що експресія гену NRGN контролюється гормонами щитоподібної залози, що може свідчити про зв'язок нейрограніну з порушеннями функцій мозку при гіпотиреозі.
Два дослідження свідчать про можливі зв'язки низки алелів гену NRGN з ризиком шизофренії в чоловічій популяції і про знижену імунореактивність нейрограніну в мозку хворих шизофренією.

## Історія дослідження
До ідентифікації був відомий як білок р17 з невідомою структурою, що взаємодіє з протеїнкіназою С. У 1991 році його було виділено із коров'ячого та пацючого мозку та названо нейрограніном.  Людський нейрогранін було клоновано в 1997 році; він виявився на 96 % ідентичним білку, наявному в мозку щура.

## Будова
NRGN за будовою — людський гомолог гену Ng/RC3 щура, який кодує специфічні для мозку білки, що експресуються в нейронах у кінцевому мозку.
Маса складає 7,618 а.о.м. Ген NRGN охоплює приблизно 12 кілобаз і містить 4 екзони та 3 інтрони. Всі акцепторні і донорські сайти узгоджуються з принципом комплементарності. Людський нейрогранін складається з 78 амінокислотних залишків. 5 з них кодуються 1-им екзоном, решта 73 — другим екзоном. 3-ій та 4-ий екзони містять некодовані послідовності.
Ген NRGN експресується виключно в головному мозку у вигляді однієї молекули мРНК. Промотор не містить ТАТА-боксу і СААТ-боксу, але містить узгоджену послідовність для ініціації транскрипції на 234 основи вище, аніж кодон ініціації АУГ. В області 5'-кінця міститься декілька ймовірних сайтів зв'язування для таких транскрипційних факторів, як SP1, GCF, AP2 і PEA3.

## Функції
- працює як постсинаптичний протеїнкіназний субстрат, що зв'язує кальмодулін за відсутності кальцію;
- мішень тиреоїдних гормонів в мозку;
- нейронний білок, що бере участь в запам'ятовуванні і навчанні;
- кальцій/кальмодулін-зв'язуючий білок і проапоптотичний фактор[11];
- разом з PCP4, малий IQ-мотив кальмодулін(CALM-1)-зв'язує білки, ідентифіковані в ЦНС[12];
- збільшує постсинаптичну чутливість і збільшує синаптичну силу в активованих NMDA-рецепторах[13];